# Thomas Whetstone
Thomas Whetstone (1630 – 1668?) è stato un corsaro, ufficiale e politico inglese.

## Biografia

### Primi incarichi
Whetstone nacque probabilmente nei Paesi Bassi. Suo padre era un ufficiale dell'esercito, e sua madre, Catherine Cromwell, la sorella preferita di Oliver Cromwell. Durante l'Interregnum, Whetstone si offrì volontario per il servizio navale durante la spedizione a Hispaniola nel 1654. A causa delle pressioni del Lord Protettore, Whetstone fu promosso tenente al comando di una nave chiamata Golden Cock al suo ritorno in Inghilterra. Nel 1656, fu messo al comando di Phoenix e poi Fairfax l'anno successivo. Nel 1657 fu messo al comando di uno squadrone nel Mediterraneo. Agendo come corsaro, Whetstone disobbedì agli ordini diretti e vendette il carico di grano di una nave per il suo profitto. Quando il suo comando fu revocato in risposta, Whetstone disertò e salpò per Algeri.
Ciononostante il sostegno di Oliver Cromwell era incallito. Nel 1658, Whetstone avrebbe dovuto guidare una squadra di navi che, in collaborazione con i francesi, avrebbe dovuto attaccare la Spagna. Rimase in porto continuando a commerciare e l'impresa non ebbe mai luogo. Quando Cromwell morì nel settembre 1658, Whetstone fu sollevato dal comando e imprigionato.
Una corte marziale fu istituita con l'approvazione di Richard Cromwell, ma non si riunì mai, e Whetstone cambiò schieramento passando alla parte realista. Nel 1659 salpò per incontrare Carlo II d'Inghilterra, che gli concesse il cavalierato. Inviato presso la Royal Navy con l'intento di convincerla a cambiare schieramento, Whetstone fu arrestato da simpatizzanti repubblicani e inviato nelle Fiandre per essere processato. Alla Restaurazione, tornò in Inghilterra, ma fu presto imprigionato nel carcere di Marshalsea per debiti.

### La Jamaica Station
Alla fine, Carlo II concesse a Whetstone 100 sterline e una lettera di raccomandazione per ottenere una piantagione in Giamaica. Inoltre, Whetstone sposò una vedova benestante. In Giamaica, il governatore, Sir Thomas Modyford, aiutò Whetstone, e presto divenne uno dei leader della colonia. Nel 1663, succedendo all'ammiraglio Christopher Myngs, Whetstone comandò lo squadrone navale di tredici navi corsare della Jamaica Station, e l'anno successivo fu lo speaker dell'House of Assembly della Giamaica. Le sue forze presero l'Isola de Providencia nel 1666, ma gli spagnoli ripresero presto l'isola e catturato Whetstone, lo spedirono in catene a Panama. Alla fine fu scarcerato. Il suo nome scompare dai documenti pubblici intorno al 1668. Si presume che sia morto in quell'anno.